# Joan Lara Amat y León
Joan Lara Amat y León (Barcelona, 1970), filósofo y ensayista español.
Es investigador de la Universidad de Barcelona, especialista en neoconservadurismo y nuevo orden mundial. Sus campos de trabajo son la Filosofía del Derecho, Filosofía Política y Ciencia Política. Entre sus principales líneas de investigación se encuentran: Neoconservadurismo, Neoliberalismo, Derecha Radical, Orden mundial, Inmigración, Derechos Humanos, y la actual crisis mundial.

## Investigación
Desde una perspectiva crítica ha trabajado el pensamiento neoconservador y a sus principales autores: Francis Fukuyama, Samuel P. Huntington, William Kristol y Robert Kagan, entre otros. En la actualidad su investigación se centra en las implicaciones que ha tenido el neoconservadurismo en el derecho, la política y el orden internacional, y en la degradación de los Derechos Humanos.
Es miembro y ha sido coordinador del Seminario de Filosofía Política de la Universidad de Barcelona (SFP-UB), institución donde se desarrolla uno de los principales focos de pensamiento filosófico político de Barcelona y donde cada año se organizan las Jornadas de Filosofía Política de la UB.
Publica habitualmente en las revistas: El Viejo Topo y mientrastanto.e y es miembro del consejo de redacción de Astrolabio. Revista Internacional de Filosofía. Actualmente es catedrático de la Universidad Nacional Mayor de San Marcos en Perú.